# Vivendi Games
La Vivendi Games (conosciuta nel 2001-2006 come Vivendi Universal Games dopo l'acquisizione di Universal Interactive) era la divisione videoludica della Vivendi. Comprendeva sei divisioni-case produttrici di videogiochi: la Blizzard Entertainment, la Sierra Entertainment, la Radical Entertainment, la Massive Entertainment, la Swordfish Studios e la High Moon Studios. L'azienda è stata leader mondiale nella categoria dei MMORPG a pagamento, grazie a World of Warcraft della Blizzard Entertainment. Nel dicembre 2007 la società ha annunciato una fusione con Activision. La fusione ha portato alla nascita di Activision Blizzard, dal 2023 sussidiaria di Xbox Game Studios.